# وليد مدفعي
وليد مدفعي (1932 - 19 تشرين الثاني 2008) أديب وروائي مسرحي سوري من مواليد دمشق وتوفي فيها. حصل على عدة جوائز، أهمها جائزة وزارة الثقافة للمسرح، وجائزة المجلس الأعلى لرعاية الآداب والعلوم الاجتماعية.

## النشأة
ولد المدفعي في دمشق وتلقى تعليمه فيها، تخرج من الجامعة دمشق حاملاً الإجازة في الصيدلة، كانت انطلاقته في عالم المسرح خلال فترة دراسته الثانوية في مدرسة ابن خلدون في نهاية الأربعينات، حينما عرض عليه الفنان عبد الوهاب أبو السعود دورًا في مسرحيته يقتصر على مشهد واحد قصير مدته نصف دقيقة، لكن المدفعي وافق وحضر جميع التدريبات التي يديرها أبو السعود لفرقته المسرحية المكونة من المخرج السينمائي محمد شاهين، والديكوريست سعيد النابلسي، والممثل عدنان عجولي. وعندما انتقل أبو السعود للعمل في مدرسة أخرى، تولى المدفعي إدارة وتنظيم الأنشطة الفنية للفرقة.

## فرقة المسرح الجديد
أسس المدفعي فرقة مسرحية أثناء دراسته الجامعية، وحققت الفرقة نجاحًا كبيرًا. حيث تميزت بعروضها المسرحية المتنوعة، واستعان المدفعي بعدد من الشخصيات البارزة، مثل الشاعر نذير العظمة الذي كتب نصوصًا شعرية خصيصًا للفرقة. قدمت الفرقة أولى حفلاتها كعرض تجريبي، ثم تطورت لتصبح مسرحًا جديدًا يضم نخبة من الفنانين، منهم سعد الدين بقدونس، محمود جبر، هاني الروماني إلى جانب الممثل هشام مروة.
أسس بعدها "مسرح العهد الجديد" الصيفي خلف أمانة العاصمة (محافظة دمشق) مع الفنان ايلي خوري ومحمود الصواف. ومن الفنانين الذين مارسوا أدوارهم الأولى على مسرح العهد الجديد كان الفنان طلحت حمدي والإعلامي مروان صواف والممثل هاشم قنوع. 

## في السياسة
انتمى المدفعي الى الحزب السوري القومي الاجتماعي. وفي عام 1955 سجن وتعرض للتعذيب بسبب مقتل العقيد عدنان المالكي لأن التهمة الصقت بالسوريين القوميين. في سنة 1962 عمل مستشارا لرئيس الجمهورية ناظم القدسي، واستقال عندما استلم راشد القطيني الشعبة الثانية حتى لا يصطدم مع المخابرات العسكرية. في سنة 1963 ثم اختياره كخبير في الوزارة عندما تمت تسمية الدكتور سامي الجندي وزيرا للثقافة، لكنه لم يستمر في العمل سوى شهرا واحدا. وفي سنة 1968 دعي لكي يكون وزير الثقافة في حكومة الرئيس نور الدين الأتاسي ولكنه اعتذر. 

## مؤلفاته المنشورة
- مذكرات منحوس أفندي، رواية، دمشق 1960.
- غروب في الفجر، قصص، بيروت 1961.
- وعلى الأرض السلام، مسرحية، دمشق 1961.
- البيت الصاخب، مسرحية، دمشق 1965.
- وبعدين؟، مسرحية، دمشق 1970.
- غرباء في أوطاننا، رواية، بيروت 1972.
- أجراس بلا رنين، مسرحية، دمشق 1982.
- محب المشاكل، رواية، دمشق 1986.
- قياديون بلا عقائد، رواية، دمشق 1992.
- فلسفة القرآن، دراسة، 1992.
- من الأسطورة الى التوحيد، مجموعة محاضرات، دمشق 2004.

كتبت عن أعماله دراسات عدة، وطبع كتاب عن مسرحه بعنوان (مسرح وليد مدفعي) لعدنان بن ذريل، وقد ترجمت مسرحية البيت الصاخب إلى عدة لغات عالمية من قبل هيئة المسرح العالمي (اليونسكو).

## وفاته
في سنوات حياته الأخيرة قام بنشر مجلة "ع المكشوف" حيث كان هومحررها والمسؤول عنها. عندما كان عائدا من زيارة لابنته المتزوجة في أمريكا اصابته جلطة دماغية في الطائرة، تسببت بشلل جزئي وصعوبة في النطق، أدت الى وفاته عن عمر ناهز 76، في يوم الثلاثاء 18 تشرين الثاني 2008.